# David Buchta
David Buchta (* 27. června 1999 Krnov) je český profesionální fotbalista, který hraje na pozici ofensivního či pravého záložníka za český klub FC Baník Ostrava. Je také bývalým českým mládežnickým reprezentantem.

## Klubová kariéra
Buchta se ve věku 10 let přesunul z Krnova do akademie Baníku Ostrava. Po skvělých výkonech v třetiligovém B-týmu se v jarní části sezóně 2019/20 přesunul do prvního mužstva. V týmu debutoval 9. března 2020 při prohře 2:3 s Mladou Boleslaví. Svůj první gól v nejvyšší soutěži vstřelil 20. června při prohře 1:3 s pražskou Slavií.
Na jaro 2021 se Buchta stal stabilním členem základní sestavy Baníku. Dne 10. dubna 2021 se Buchta střelecky prosadil ve slezském ligovém derby proti Opavě při výhře 3:0. Na přelomu dubna a května 2021 zaznamenal sérii 4 ligových zápasů, ve kterých se střelecky prosadil. V létě 2021 prodloužil svou smlouvu s Baníkem o čtyři roky.
V listopadu 2021 skóroval při remíze 2:2 s pražskou Spartou. V sezóně 2021/22 vstřelil Buchta 7 branek ve 32 soutěžních utkáních v dresu Baníku.
Své místo v A-týmu si Buchta udržel pod trenérem Pavlem Vrbou, který do týmu přišel v létě 2022, i pod Pavlem Hapalem, jenž Vrbu nahradil v polovině října 2022. V sezóně 2022/23 ale vstřelil v 31 soutěžních zápasech jen jediný gól.

## Reprezentační kariéra
Buchta reprezentoval Česko na mládežnických úrovních do 17 a 18 let.